# Klaus Remkes

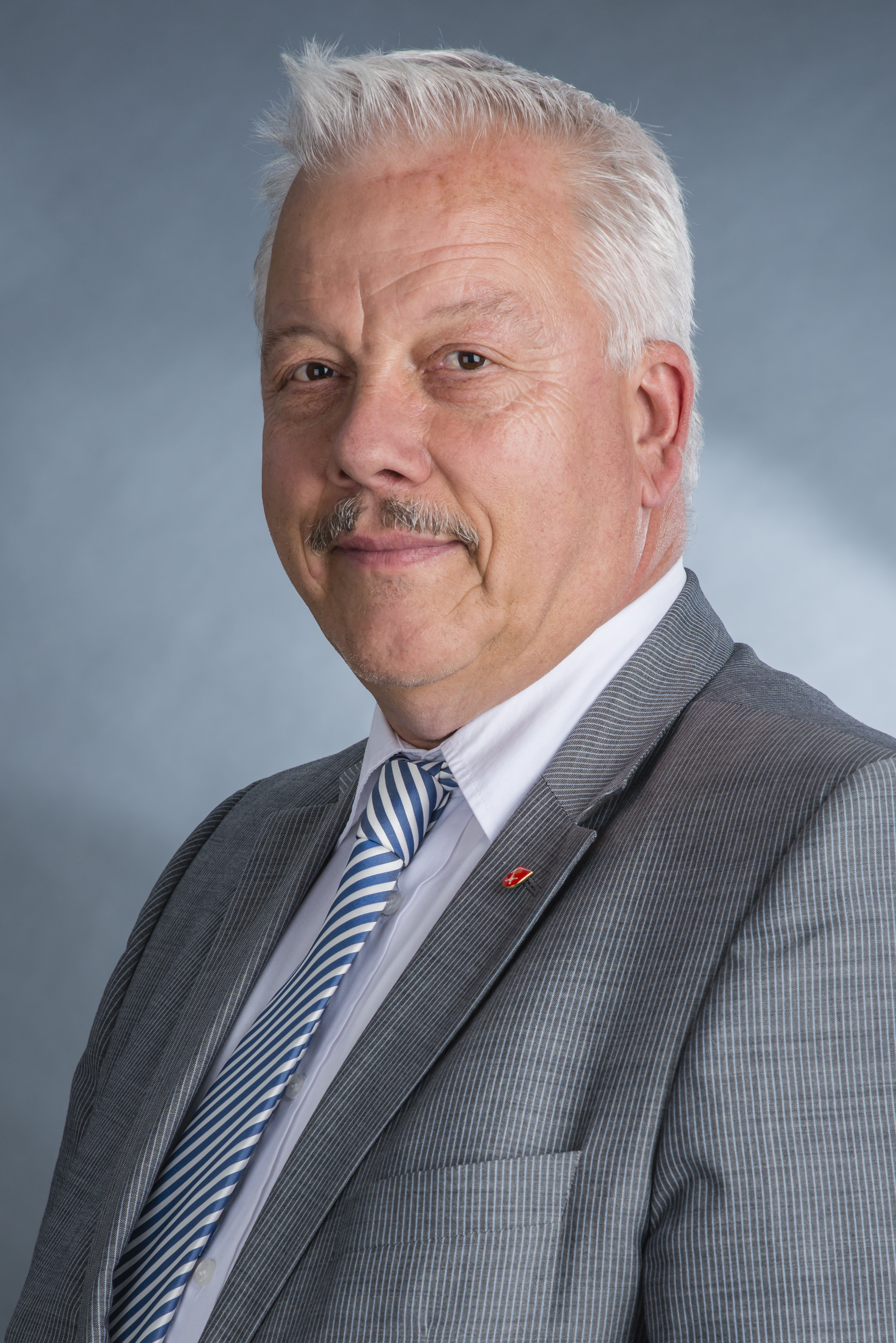
Klaus Remkes 2015

Klaus Remkes (* 13. Dezember 1955 in München) ist ein deutscher Goldschmied und Politiker (BIW, FDP, AfD, ALFA/LKR). Er wurde bei der Bürgerschaftswahl 2015 für die AfD als Abgeordneter in die Bremische Bürgerschaft gewählt.

## Biografie

### Familie, Ausbildung und Beruf
Nach dem Abitur lernte Remkes zuerst Goldschmied und Uhrmacher. Später absolvierte er eine Ausbildung zum Versicherungskaufmann.
Remkes ist verheiratet und hat zwei Kinder. Er lebt in Bremen-Mitte.

### Politik
Remkes war zunächst FDP-Mitglied im Landesverband Bremen und trat 2014 der AfD Bremen bei. Er wurde 2015 in die Bremische Bürgerschaft gewählt.
Im Juli 2015 trat er nach dem AfD-Bundesparteitag in Essen aus der Partei aus und noch im selben Monat in die neu gegründete Partei Allianz für Fortschritt und Aufbruch ein. In der Bürgerschaft gehörte er zunächst der Gruppe LKR-Gruppe-Bremen an, die zwischenzeitlich die Namen Bremer Bürgerliche Reformer und ALFA-Gruppe-Bremen trug und davor die Gruppe der AfD war. Am 12. Juni 2017 erklärte er zusammen mit Piet Leidreiter seinen Übertritt zu den Bürgern in Wut.
Bei der Bürgerschaftswahl in Bremen 2019 verlor er sein Abgeordnetenmandat.